# Somberek, Baranya
Somberek (în germană Schomberg) este un sat în districtul Mohács, județul Baranya, Ungaria, având o populație de 1.504 locuitori (2011).

## Demografie
Componența etnică a satului Somberek
     Maghiari (66,19%)
     Germani (32,84%)
     Alții (0,96%)
Componența confesională a satului Somberek
     Fără religie (2,06%)
     Reformați (1,93%)
     Necunoscută (95,21%)
     Alte religii (1,06%)
Conform recensământului din 2011, satul Somberek avea 1.504 locuitori. Din punct de vedere etnic, majoritatea locuitorilor (66,19%) erau maghiari, cu o minoritate de germani (32,84%). Nu există o religie majoritară, locuitorii fiind persoane fără religie (2,06%) și reformați (1,93%). Pentru 95,21% din locuitori nu este cunoscută apartenența confesională.